# Stijkelgroep

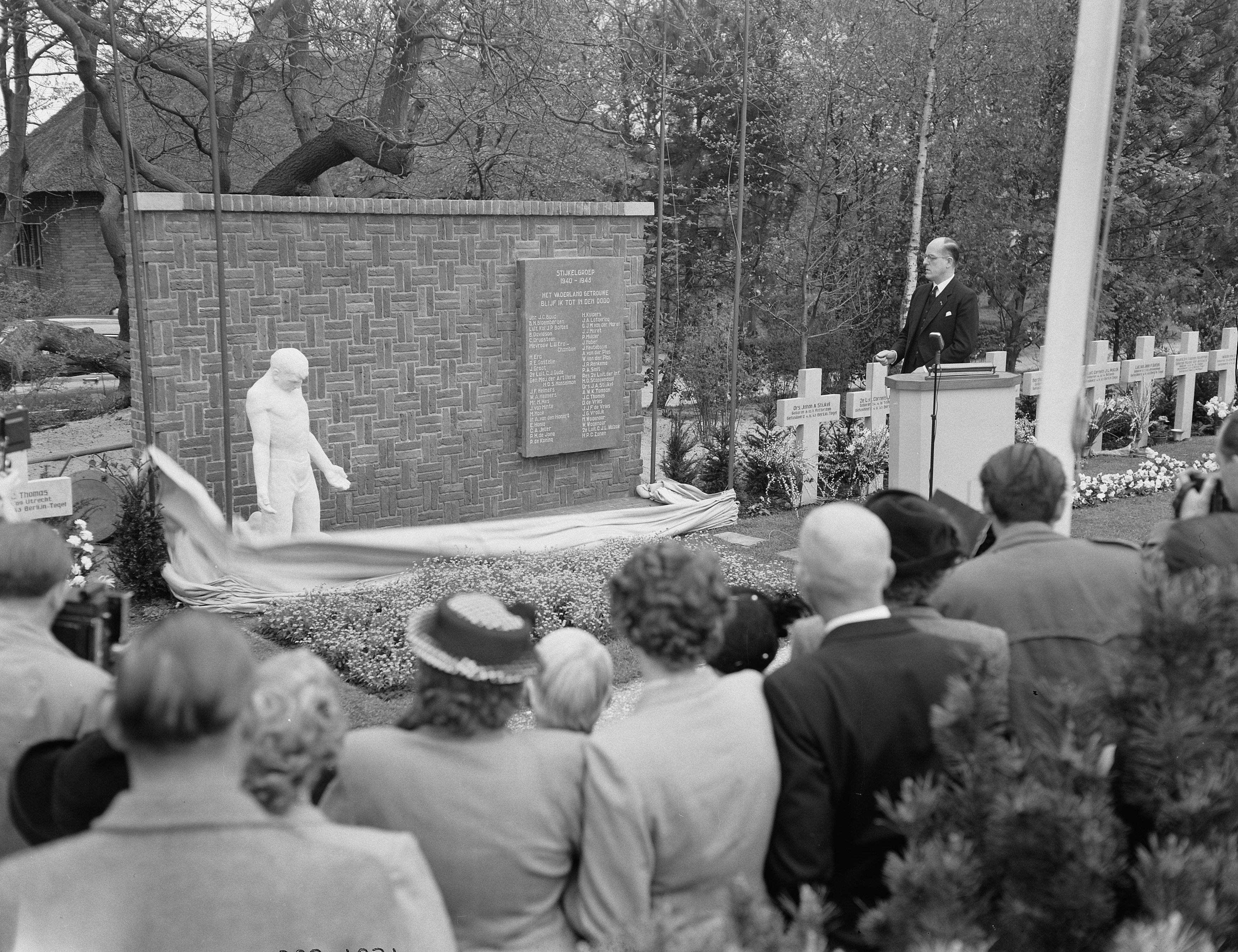
Onthulling van een monument door burgemeester Frans Schokking op de begraafplaats Westduin in 1953

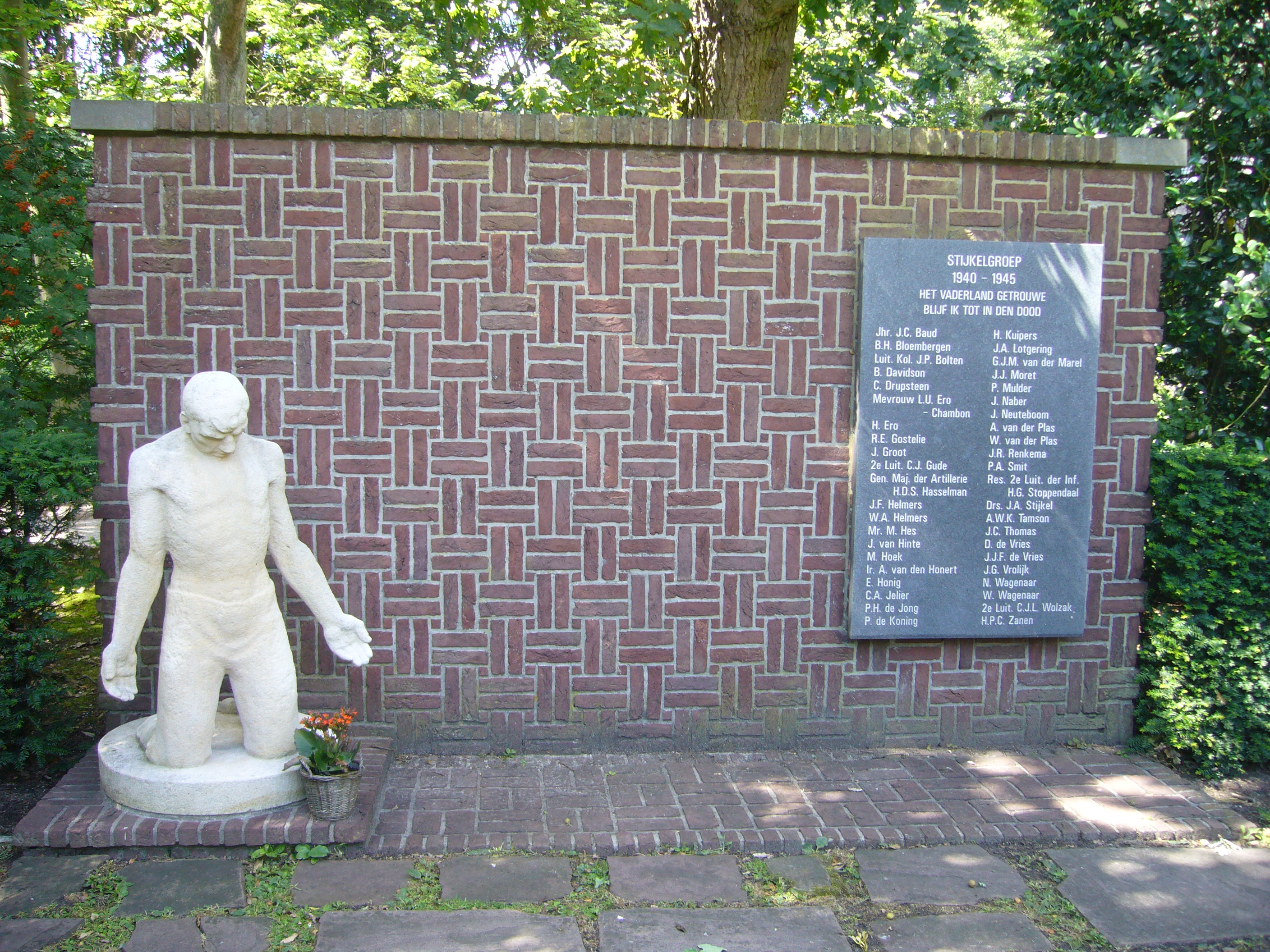
Monument voor de Stijkelgroep op begraafplaats Westduin te Den Haag

De Stijkelgroep was een Nederlandse verzetsgroep die opereerde aan het begin van de Tweede Wereldoorlog. De student Han Stijkel, naar wie de groep is vernoemd, was een van de voortrekkers. 

## Geschiedenis
Han Stijkel had contact met verschillende andere lokaal opererende illegale groepen die geheime informatie verzamelden en onderling uitwisselden. Hierbij werden de nodige beginnersfouten gemaakt en al gauw begon de bezetter de verzetsgroep te volgen. Nederlandse medewerkers van de Sicherheitsdienst wisten in de groep te infiltreren.
Om de resultaten van hun spionagewerk aan instanties in Engeland bekend te kunnen gaan maken huurde Stijkel een vissersboot, de KW 133. Behalve Stijkel, Jean Chrétien Baud, Cornelis Jan Gude en Hendrik Gerard Stoppendaal zou een joodse man meevaren die naar Engeland wilde vluchten. Hij financierde de boottocht. Toen men op 2 april 1941 de haven van Scheveningen wilde uitvaren bleken de Duitse instanties op de hoogte. Stijkel, Baud, Gude en Stoppendaal sprongen in het water, maar werden gearresteerd. Na enkele dagen verhoord te zijn, werden ze overgebracht naar de gevangenis van Scheveningen (het zogeheten Oranjehotel). Ze waren verraden door de Scheveningse vishandelaars Willem S. Dam en Jan van Wezel, die voor de Sicherheitspolizei werkten. Deze werden in 1949 veroordeeld tot 20 jaar gevangenisstraf.
Intussen werd ook Maarten Hoek uit Katwijk gearresteerd op verdenking van spionage. Hij zat in het Oranjehotel, cel 578, van 3 april 1941 tot begin maart 1942. Daarna zat hij nog tot 26 maart in de grote strafgevangenis. Later werden meer leden van de groep gearresteerd en naar Scheveningen gebracht. In totaal werden er 47 leden, waarvan vier vrouwen, opgepakt. Ze bleven tot 26 maart 1942 in het Oranjehotel. Daarna werden bijna alle leden overgebracht naar Berlijn. In juni werden ze overgebracht naar een Wehrmacht-gevangenis vlak naast het Lehrter-station.
In september 1942 stond de groep terecht voor het Reichskriegsgericht in Berlijn. Er werden 39 doodvonnissen uitgesproken. Zes leden kregen gratie en werden overgebracht naar het tuchthuis. Eén lid overleed in de gevangenis. Op 4 juni 1943 werden de andere 32 in Berlijn-Tegel met een tussenpauze van vijf minuten geëxecuteerd. Han Stijkel werd als eerste omgebracht. Zij werden begraven in Berlijn-Döberitz.
Via een relatie in Berlijn kreeg de vader van Wim Wagenaar in september 1943 te horen dat zijn zoon geëxecuteerd was. Later kreeg deze Willem Wagenaar via de Zweedse consul een lijst met alle 32 namen. Hij heeft toen alle families van die andere slachtoffers bezocht om hen hiervan op de hoogte te stellen. In 1947 kreeg hij toestemming de 33 stoffelijke overschotten van Berlijn naar Nederland over te brengen.

## Monument
Op 1 augustus 1947 werd een herdenkingsdienst in de Grote of Sint-Jacobskerk in Den Haag gehouden. Daarbij was onder andere de Duitse dominee Harald Poelchau, die leden van de Stijkelgroep in de Berlijnse gevangenis had begeleid, aanwezig. Tevens sprak Hilko Glazenburg, de man die gratie had gekregen. Daarna werden 33 leden van de Stijkelgroep herbegraven op de Haagse begraafplaats Westduin. Ook werden er houten kruizen geplaatst voor tien slachtoffers uit de groep waarvan de stoffelijke overschotten nog niet waren teruggevonden.
In 1951 werd de Stichting Eregraf van de Stijkelgroep opgericht. In 1953 onthulde burgemeester Frans Schokking naast de graven een monument van de beeldhouwster Marian Gobius, bestaande uit een gemetselde muur met een stenen plaat waarop alle namen staan. Voor de muur bevindt zich een kalkstenen geknielde figuur. De 43 houten kruizen zijn toen vervangen door exemplaren van steen. In 1998 werden ze opnieuw vervangen.

## Replica
Op 7 september 2023 werd op de Oude Begraafplaats in Katwijk aan Zee een replica van het Stijkelmonument onthuld. Deze replica stond eerder in de tuin van het Verzetsmuseum Zuid-Holland in Gouda.

## Leden
De 32 leden die in Berlijn omgebracht werden
| - Han Stijkel, (Rotterdam, 08 oktober 1911) - Bartholomeus H. Bloembergen ('s-Gravenhage, 12 maart 1905) - Jean P. Bolten ('s-Gravenhage, 17 februari 1883) - Barend Davidson (Zwolle, 10 mei 1907) - Cornelis Drupsteen (Zwolle, 17 februari 1913) - Hendrik Ero (Zaandijk, 10 juli 1886) - Rudolf Emile Gostelie ('s-Hertogenbosch, 3 juli 1895) - Jan Groot (Wormerveer, 5 maart 1893) - Cornelis J. Gude (Soerabaja, 24 april 1916) - Hendrik D.S. Hasselman (Zoelen, 22 september 1880) - Jan F. Helmers (Soerabaja, 23 april 1910) - Willem A. Helmers (Soerabaja, 12 juli 1917) - Mozes Hes (Amsterdam, 15 december 1903) - Maarten Hoek (Katwijk aan Zee, 20 september 1917) - Evert Honig (Koog aan de Zaan, 9 november 1914) - Pieter H. de Jong (Heemstede, 6 november 1912) | - Pieter de Koning (Naaldwijk, 10 januari 1919) - Jacobus A. Lotgering (Meppel, 7 januari 1886) - Gerardus Johan Marie van der Marel ('s-Gravenhage, 18 februari 1917) - Jacob Naber (Maarssen, 31 mei 1920) - Jan Neuteboom (Hoorn, 29 april 1903) - Arie van der Plas (Katwijk aan Zee, 18 april 1899) - Willem van der Plas (Katwijk aan Zee, 22 augustus 1896) - Pieter A. Smit (Koog aan de Zaan, 25 september 1913) - Hendrik Gerard Stoppendaal ('s-Gravenhage, 7 februari 1916) - Jacobus C. Thomas (Utrecht, 21 augustus 1909) - Dick de Vries (Koog aan de Zaan, 10 juni 1915) - Johan J.F. de Vries (Vlissingen, 13 juni 1915) - Johannes George Vrolijk (Zwijndrecht, 30 april 1920) - Willem Wagenaar (Nijmegen, 24 mei 1919) - Cornelis J.L. Wolzak (Batavia, 14 december 1914) - Hermanus P.C. Zanen ('s-Gravenhage, 28 maart 1893) |

Andere leden die in het Oranjehotel zaten
- Jhr Jean C. Baud (Arnhem, 16 juni 1919 - Sonnenburg, 15 juli 1944)
- Louise U. Ero-Chambon (Sanilhac, 11 februari 1891 - Ravensbrück, 31 december 1944)
- Jan van Hinte (Purmerend, 20 maart 1890 - Sonnenburg, mei 1943)[2]
- August van den Honert (Amsterdam, 15 oktober 1886 - Sachsenhausen 07 februari 1945)
- Cornelis A. Jelier (Groningen, 30 december 1901 - Bergen Belsen februari 1945)[2]
- Hendrik Kuipers (Emmen, 11 maart 1899 - Sachsenhausen, maart 1945)
- Johannes J. Moret (Rotterdam, 29 september 1880 - Oranienburg, 1945)[2]
- Pieter Mulder (Dirksland, 2 februari 1900 - Berlijn, 2 februari 1943)
- Johan R. Renkema ('s-Gravenhage, 16 oktober 1919 - Legnica, 12 oktober 1944)
- Alexander W.K. Tamson ('s-Gravenhage, 25 februari 1883 - Sonnenburg, 26 november 1943)
- Nico Wagenaar (Rotterdam, 20 november 1914 - Bergen Belsen, 7 januari 1945)
- Cornelis Dirk van Eck ('s-Gravenhage, 17 augustus 1910 - Dachau, 27 februari 1945)

Leden die de oorlog overleefden
- Tine van Deth (Brussel, 5 november 1899 - 's-Gravenhage, 29 februari 1980), gearresteerd in 1941
- Hilko Glazenburg (Zaandam, 4 november 1915 - Haarlem, 23 februari 2005), Sachsenhausen
- Wesselina van Hinte - de Bruin (Utrecht, 4 oktober 1888 - ?, 28 december 1977)[3]
- H.R. Lotgering-Hillebrand (Meppel, 22 maart 1892 - Amsterdam, 1 maart 1984)

## Publicaties
- Harald Poelchau: Die letzten Stunden. Erinnerungen eines Gefängnispfarrers. Aufgezeichn. von A. Stenbock-Fermor. Berlin, Volk und Welt, 1949.
- Bert J. Davidson: Het dagboek van Barend Davidson. Een Zwolse Jood in het verzet. Eindredactie: Menno van der Laan. Eindhoven, DATO, 2014. ISBN 9789462260948